# وردا (هاول)
شهر وردا (به آلمانی: Werder) در ایالت برندنبورگ در کشور آلمان واقع شده‌است.